# Symplicjusz z Autun
Symplicjusz z Autun (zm. ok. 375) – biskup, święty Kościoła katolickiego.
Prawdopodobnie to o nim wspomina Grzegorz z Tours, według którego Symplicjusz przed objęciem biskupstwa w diecezji Autun miał być żonaty i wieść z żoną życie w czystości. W 346 podpisywał akta synodu zwołanego w Kolonii i Valence w 374 roku. Miał również nawrócić wielu pogan na chrześcijaństwo.
Z kolei według Vita S. Amatoris w 418 spotkał się ze św. Amatorem z Auxerre.
Możliwe jest, że chodzi o tę samą osobę.
Wspomnienie liturgiczne św. Symplicjusza obchodzone jest 24 czerwca za Martyrologium Rzymskim.